# Kōnstantinos Kōnstantinou
Kōnstantinos Kōnstantinou (in greco: Κωνσταντίνος Κωνσταντίνου; Nicosia, 11 febbraio 1954) è un ex calciatore cipriota.

## Carriera
Con la nazionale cipriota ha disputato 7 incontri tra il 1979 e il 1985.